# Nunzio Rossi
Nunzio Rossi (Napoli, 1626 – Sicilia, 1651) è stato un pittore italiano.

## Biografia

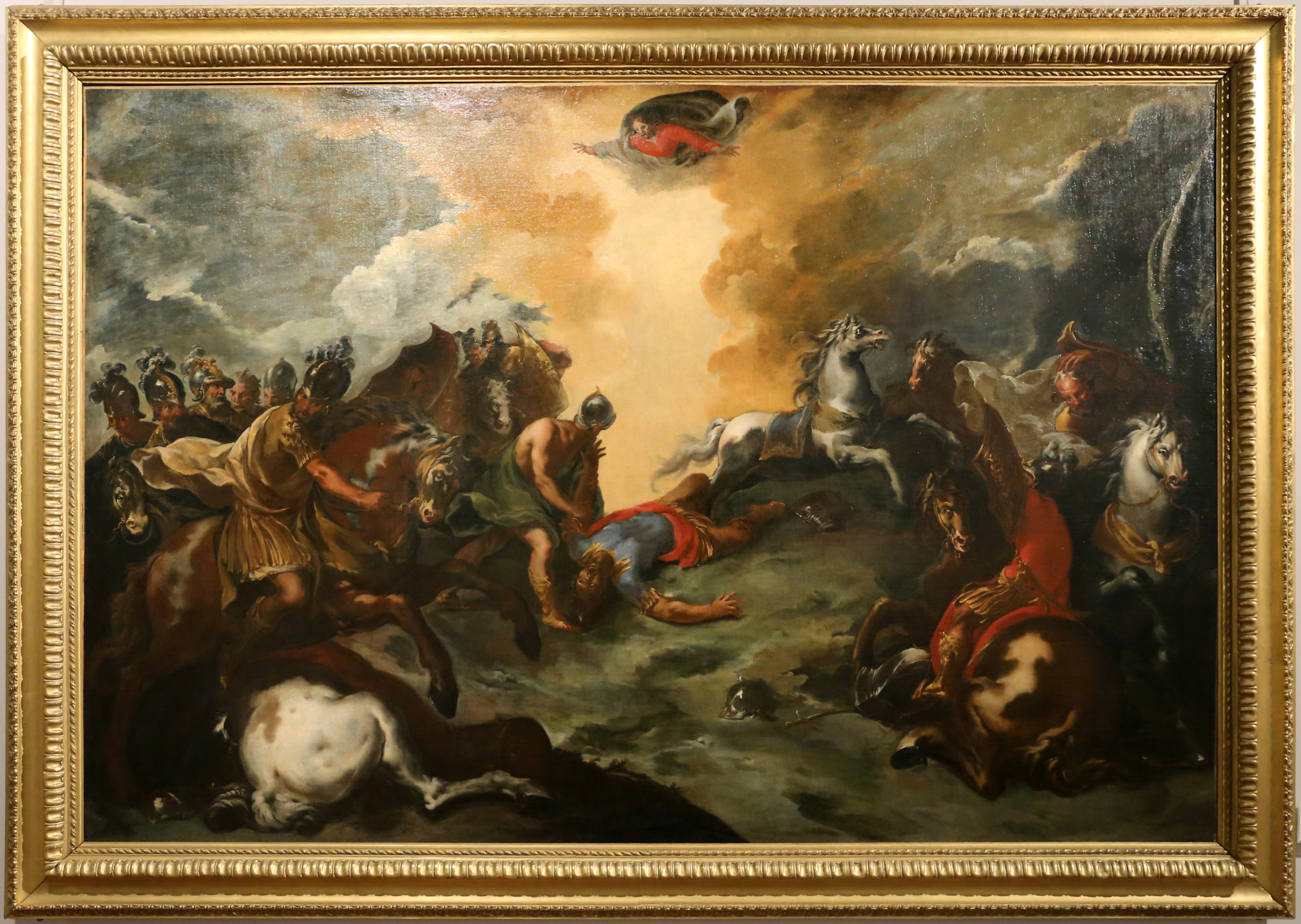
La conversione di San Paolo, del 1650 ca. (attrib.)

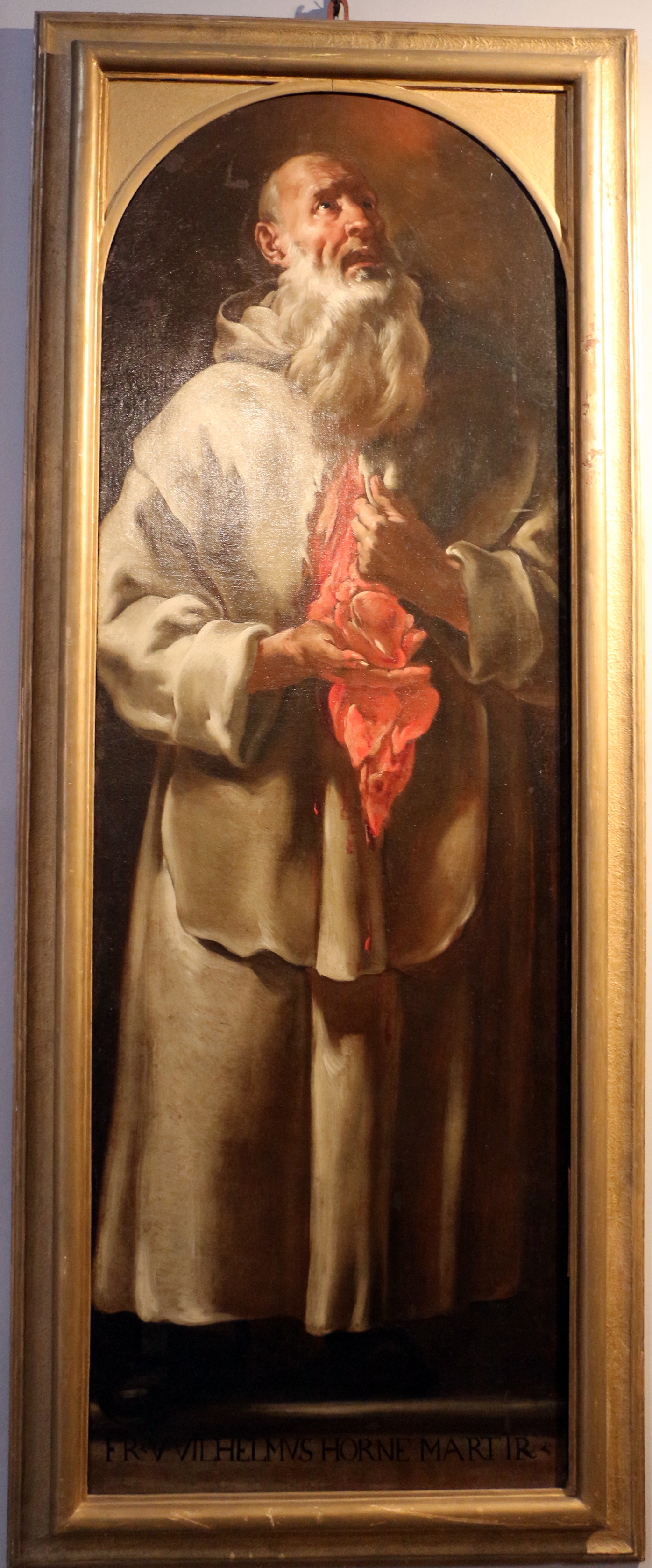
San Guglielmo del 1644 ca., nella Pinacoteca nazionale di Bologna

Nonostante i recenti studi dedicati a Nunzio Rossi, la sua attività artistica è ancora poco nota. La morte precoce e la dispersione di gran parte delle sue opere rende estremamente modesto il numero di dipinti ad oggi a lui attribuibili. Sicuramente presente da fanciullo nella bottega napoletana di Massimo Stanzione, viene poi inviato dal maestro a Bologna, come documentato dalle fonti. Secondo ultime analisi, si tende oggi a ritenerlo maturato nell'ambito della bottega di Giovanni Battista Benaschi.

### Il primo gruppo di opere
Il primo gruppo di opere dal quale si è dato inizio alla ricostruzione biografica dell'artista è la serie di opere voluta nel 1644 dal priore Daniele Granchio per la chiesa di San Girolamo alla Certosa di Bologna.
Di notevole rilevanza è il grande telero della Natività di formato orizzontale, insolito nel panorama bolognese, che dà inizio all'importante ciclo cristologico nel progetto di decorazione della chiesa certosina. Nell'opera sono evidenti elementi tipici del naturalismo di Ribera e il dipinto si inserisce già nel contesto culturale del Barocco napoletano, rivelato dall'illusionismo prospettico dell'affollata rappresentazione, dalle pennellate veloci, dai toni brillanti e dall'acceso chiaroscuro. Nella Natività di Nunzio Rossi sono evidenti i caratteri della cultura artistica napoletana tra il 1630 e il 1650, anni in cui, artisti stranieri quali Van Dyck e Rubens, affiancano i pittori partenopei.
Il linguaggio artistico del nostro rimane quindi molto lontano da quello felsineo, anche se un accenno alla pittura di Guido Reni, presso il quale le fonti lo indicano attivo nella bottega al suo arrivo a Bologna, è visibile nella rappresentazione di Gesù Bambino nudo e di Maria con le mani conserte, in una composizione scenica e figurativa che rimanda all'Adorazione dei pastori (Napoli, Certosa di San Martino), dipinto eseguito dal pittore bolognese tra il 1640 e il 1642.
Fanno parte delle opere giovanili dell'artista anche i due Santi certosini (San Guglielmo Horne e San Tommaso Skryven) che originariamente collocati ai lati della Natività in Certosa sono ora nei depositi della Pinacoteca Nazionale di Bologna. Le due tele fanno parte di un programma celebrativo che l'ordine certosino commissiona a Nunzio Rossi e ad altri pittori per ricordare il gruppo di monaci inglesi che nel secolo precedente preferirono le pene del martirio, restando fedeli al Papa e alla Chiesa romana, piuttosto che accettare l'autorità spirituale di Errico VIII e della Chiesa anglicana.

### Le opere alla Certosa di Bologna

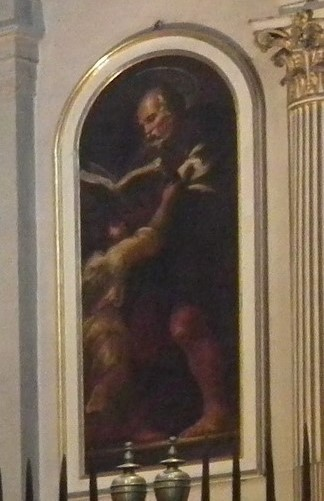
San Matteo e l'angelo nella Cappella di San Girolamo

L'attribuzione a Nunzio Rossi delle opere in Certosa è documentata dalle fonti già da Antonio di Paolo Masini nella sua Bologna Perlustrata (1650), che scrive di “Mutio Rossi Napolitano in età di 18 anni, fece quello della Natività di Christo” e più tardi ne Le pitture di Bologna (1686) di Carlo Cesare Malvasia, dove il biografo annota “due Santi laterali” dello stesso giovane pittore. Anche queste due tele laterali risultano molto distanti dallo stile reniano, nelle quali si evince una libertà di esecuzione pittorica e cromatica che ha origine dalla formazione dell'artista presso Stanzione e Ribera, come confermato dal biografo Francesco Susino.
L'ipotesi delle fonti napoletane, secondo cui è da anticipare di almeno un decennio la data di nascita del Rossi per conclamare un lungo alunnato in età giovanile presso la bottega del Reni (voluta dal suo primo maestro Stanzione che ha grande ammirazione per il bolognese), risulta improbabile. Considerando, infatti, che Guido muore nel 1642 e che le opere in Certosa sono datate nel 1644, anche se il giovane frequenta la bottega reniana per poco tempo, sembra tuttavia inverosimile l'ipotesi secondo la quale Nunzio arriva all'impresa della Certosa in età matura, se non altro perché la testimonianza del Masini è contemporanea all'attività dell'artista napoletano in Certosa e quindi a conferma della probabile nascita del Rossi nel 1626.

### I quattro evangelisti e Il Sacrificio di Mosè
Sempre per i certosini, Nunzio Rossi esegue una serie pittorica di quattro Evangelisti (Matteo, Luca, Giovanni e Marco) collocati nella chiesa di San Girolamo alla Certosa, mentre di molte altre opere ricordate dalle fonti e realizzate per lo stesso ordine, purtroppo si sono perse completamente le tracce.
Il giovane pittore napoletano ha operato anche per l'aristocrazia bolognese, un esempio è il Sacrificio di Mosè dipinto per il palazzo della famiglia Bargellini, dove è evidente un'esecuzione estranea al contesto artistico cittadino. Rossi quindi dichiara apertamente un rifiuto per la tradizione classica bolognese a favore di un gusto fatto di crudo realismo dai toni a volte quasi tenebrosi, in parte liberati dagli effetti luministici e chiaroscurali.

### Il periodo napoletano
Carlo Celano, ne Le Notizie del bello, dell'antico e del curioso della Città di Napoli (1692), annota che dopo il soggiorno felsineo Nunzio Rossi fa ritorno a Napoli dove esegue alcuni degli affreschi per la chiesa di San Pietro a Maiella, tra il 1644 e il 1646. Questi dipinti, per lungo tempo dimenticati dalla critica, sono caratterizzati da un intenso naturalismo e rappresentano San Benedetto che dà i precetti ai Celestini e San Pietro Celestino che impone gli statuti dell'ordine. Gli affreschi rimasti per lungo tempo coperti e danneggiati, oggi sono in parte recuperati.
Di questo periodo napoletano è anche l'Assunta di Castellammare, per lungo tempo assegnata a Lanfranco e restituita a Nunzio Rossi da Giuseppe De Vito che ne sottolinea il rapporto con l'arte emiliana, in particolare del Reni, Domenichino e Lanfranco, già a Napoli nella cappella del Tesoro di san Gennaro nel Duomo e nella Certosa di San Martino. Un chiaro segno del successo che Rossi raggiunge tra i collezionisti napoletani è il trasferimento dell'artista a Messina, presso il principe Ruffo, col compito di decorare la sua maestosa residenza. Il Rossi affresca diverse stanze del palazzo Bagnara dei Ruffo ma purtroppo i dipinti oggi non sono visibili perché andati perduti a causa del terremoto del 1783. Le fonti indicano che tra il 1646 ed il 1649 nella collezione Ruffo sono presenti quattro Baccanali (integrati in seguito da altri cinque) e da un Apollo e Marsia. Anche di questo periodo, tuttavia, rimangono pochissime opere certe e gran parte di quelle ricordate dai documenti antichi sono andate perdute o al momento non rintracciabili.

### Lo stile
Lo stile del Rossi manifesta un gusto per la pennellata densa e pastosa, impressa sulla tela con forza, che immerge le sue origini nel naturalismo, dal Ribera al Maestro dell'Annuncio ai pastori (anonimo pittore
attivo a Napoli tra il 1630-60). La sua vena di narratore si enuncia nelle fisionomie stravolte dei suoi personaggi, che nelle tele felsinee risentono del gigantismo delle opere di Pellegrino Tibaldi.

### Il soggiorno a Palermo
Francesco Susino ne Le Vite de' Pittori Messinesi (1724) annota che Nunzio Rossi da Messina si trasferisce a Palermo, dove esercita un'intensa attività pittorica, pare fino agli ultimi decenni del secolo. Questo periodo finale di produttività dell'artista contrasta però col racconto di Bernardo De Dominici ne Le Vite de' Pittori, Scultori, Architetti Napoletani (1745) che colloca la morte del pittore a soli venticinque anni. Indubbiamente le incertezze e le contraddizioni nelle fonti non tolgono merito a quest'artista che con grande originalità seppe farsi spazio nel panorama artistico dell'epoca, da Napoli a Bologna fino alla Sicilia, circostanza questa che giustifica l'interesse di studiosi dalle realtà culturali diverse.